# Miss Teen USA
Miss Teen USA o Miss EEUU Adolescente es un certamen de belleza conducido por la Organización Miss Universo para adolescentes de entre 14-17 años. La ganadora actual es UmaSofia Srivastava de Nueva Jersey.
El primer certamen de belleza fue celebrado en 1983 y desde ese entonces ha sido transmitido en vivo en varias cadenas, y recientemente por NBC desde 2003-2007. En marzo de 2007 se anunció que el contrato de transmisión del certamen de Miss Teen USA en NBC no había sido renovado, y que el Miss Teen USA 2007 sería el último certamen televisado. Desde entonces el certamen se trasmite via webcast por la página oficial del certamen a través de YouTube y por Xbox Live para el Xbox 360, Xbox One, Xbox One S y Xbox One X.
Las ganadoras más conocidas incluye a Kelly Hu (1985—Hawái), Bridgette Wilson (1990—Oregón), Charlotte Lopez- (1993—Vermont)  Vanessa Minnillo (1998—Carolina del Sur) y Shelley Hennig (2004 - Luisiana).

## Historia
El certamen Miss Teen USA fue creado en 1983 como un certamen hermano del sistema de Miss USA. El primer certamen fue celebrado en Lakeland, Florida en agosto de 1983 y fue ganado por Ruth Zakarian de Nueva York. El siguiente año el certamen fue cambiado de fecha a abril, y después en los siguientes dos años en enero. Fue celebrado desde julio desde 1988–1990 y en agosto desde 1991. Los Lugares que lo han celebrado más veces han sido Nassau En Las Islas Bahamas desde el 2008 al 2015 y Biloxi, Misisipi tras haberlo celebrado desde 1990–1994, luego de haber causado problemas en 1992 cuando el certamen se vio afectado al retrasarlo por culpa del Huracán Andrew. Las otras ciudades más frecuentes han sido, South Padres Island, Texas (1997, 2001–2002), Palms Spring (2003–2004, 2006) y Shreveport, Luisiana (1998–2000).
Los estados que más títulos han ganado son Oregón (1988, 1990, 2003) y Texas (1996, 2011, 2016) en tres ocasiones, seguido por Tennessee  (1997, 2009), California (1994, 2013) Carolina del Sur (1998, 2014), Luisiana (2004, 2015, Misuri (2001, 2017), Kansas (1995, 2018) Connecticut (2012, 2019) y Hawái (1985,2020)  en dos ocasiones.

## Fases del Concurso

### Preliminar
Antes de la transmisión final, las concursantes compiten en la competencia preliminar, que consiste en entrevistas privadas con los jueces y un show de presentación en los que compiten en traje de deportes y vestido de noche.

### Noche Final
Durante la competición final, las semi-finalistas son anunciados y van a competir en traje de deportes y vestido de noche. De 1983 a 2002, las semifinalistas también compitieron en un concurso de la entrevista, así como tanto traje de baño y vestido de noche, seguida de una o dos preguntas finales de la entrevista. En 2003 , un nuevo formato fue introducido en donde los quince primeros compitieron en traje de noche, entre los diez primeros compitieron en traje de baño y los cinco primeros competido en la pregunta final. En 2006 , el fin de la competencia fue cambiado cuando los quince primeros compitieron en traje de baño y los diez primeros en traje de noche. Se utilizó el último formato de competición desde 2008. En 2016 se eliminó la competencia en traje de baño y se incluyó la competencia en traje de deportes en la cual competirían los quince primeros lugares y posteriormente competirían en traje de noche en donde serían electas cinco finalistas quienes pasaban a la ronda final y competían en la pregunta final.

## Ganadoras del Miss Teen USA

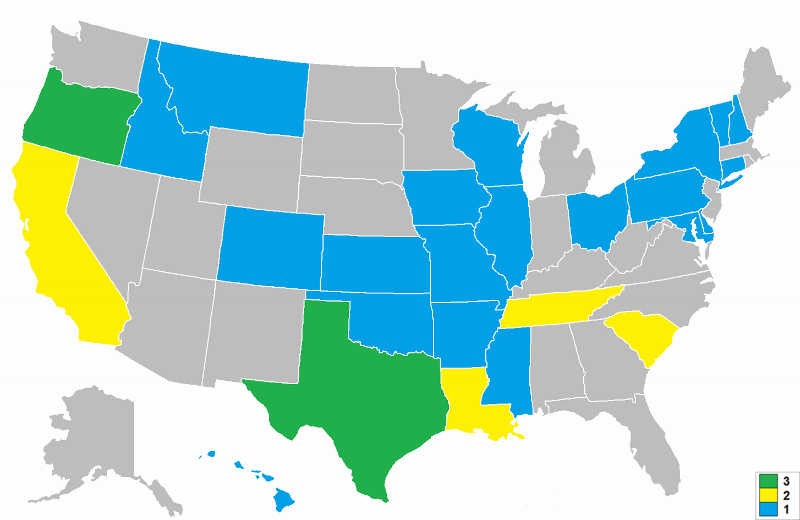
Estados ganadores de Miss USA

| Año  | Miss Teen USA             | Estado representado | Edad | Sede                       |                  |
| ---- | ------------------------- | ------------------- | ---- | -------------------------- | ---------------- |
| 2023 | UmaSofia Srivastava       | Nueva Jersey        | 16   | Reno, Nevada               | 28 de septiembre |
| 2022 | Faron Medhi               | Nebraska            | 18   | Reno, Nevada               | 1 de octubre     |
| 2021 | Breanna Myles             | Florida             | 18   | Tulsa, Oklahoma            | 27 de noviembre  |
| 2020 | Ki'ilani Arruda           | Hawái               | 18   | Memphis, Tennessee         | 7 de noviembre   |
| 2019 | Kaliegh Garris            | Connecticut         | 18   | Reno, Nevada               | 28 de abril      |
| 2018 | Hailey Colborn            | Kansas              | 17   | Shreveport, Luisiana       | 18 de mayo       |
| 2017 | Sophia Dominguez-Heithoff | Misuri              | 16   | Phoenix, Arizona           | 29 de julio      |
| 2016 | Karlie Hay                | Texas               | 18   | Las Vegas, Nevada          | 30 de julio      |
| 2015 | Katherine Haik            | Luisiana            | 15   | Nassau, Bahamas            | 22 de agosto     |
| 2014 | K. Lee Graham             | Carolina del Sur    | 17   | Nassau, Bahamas            | 2 de agosto      |
| 2013 | Cassidy Wolf              | California          | 19   | Nassau, Bahamas            | 10 de agosto     |
| 2012 | Logan West                | Connecticut         | 18   | Nassau, Bahamas            | 28 de julio      |
| 2011 | Danielle Doty             | Texas               | 18   | Nassau, Bahamas            | 16 de julio      |
| 2010 | Kamie Crawford            | Maryland            | 17   | Nassau, Bahamas            | 24 de julio      |
| 2009 | Stormi Henley             | Tennessee           | 18   | Nassau, Bahamas            | 31 de julio      |
| 2008 | Stevi Perry               | Arkansas            | 17   | Nassau, Bahamas            | 16 de agosto     |
| 2007 | Hilary Cruz               | Colorado            | 18   | Pasadena, California       | 24 de agosto     |
| 2006 | Katie Blair               | Montana             | 18   | Palm Springs, California   | 15 de agosto     |
| 2005 | Allie LaForce             | Ohio                | 16   | Baton Rouge, Luisiana      | 8 de agosto      |
| 2004 | Shelley Hennig            | Luisiana            | 17   | Palm Springs, California   | 6 de agosto      |
| 2003 | Tami Farrell              | Oregón              | 18   | Palm Springs, California   | 12 de agosto     |
| 2002 | Vanessa Semrow            | Wisconsin           | 17   | South Padre Island, Texas  | 28 de agosto     |
| 2001 | Marissa Whitley           | Misuri              | 18   | South Padre Island, Texas  | 22 de agosto     |
| 2000 | Jillian Parry             | Pensilvania         | 18   | Shreveport, Luisiana       | 26 de agosto     |
| 1999 | Ashley Coleman            | Delaware            | 18   | Shreveport, Luisiana       | 24 de agosto     |
| 1998 | Vanessa Minnillo          | Carolina del Sur    | 17   | Shreveport, Luisiana       | 17 de agosto     |
| 1997 | Shelly Moore              | Tennessee           | 18   | South Padre Island, Texas  | 20 de agosto     |
| 1996 | Christie Lee Woods        | Texas               | 18   | Las Cruces, Nuevo México   | 21 de agosto     |
| 1995 | Keylee Sue Sanders        | Kansas              | 18   | Wichita, Kansas            | 15 de agosto     |
| 1994 | Shauna Gambill            | California          | 17   | Biloxi, Misisipi           | 16 de agosto     |
| 1993 | Charlotte López           | Vermont             | 16   | Biloxi, Misisipi           | 6 de agosto      |
| 1992 | Jamie Solinger            | Iowa                | 17   | Biloxi, Misisipi           | 24 de agosto     |
| 1991 | Janel Bishop              | Nuevo Hampshire     | 17   | Biloxi, Misisipi           | 19 de agosto     |
| 1990 | Bridgette Wilson          | Oregón              | 16   | Biloxi, Misisipi           | 16 de julio      |
| 1989 | Brandi Sherwood           | Idaho               | 18   | San Bernardino, California | 25 de julio      |
| 1988 | Mindy Duncan              | Oregón              | 16   | San Bernardino, California | 25 de julio      |
| 1987 | Kristi Addis              | Misisipi            | 16   | El Paso, Texas             | 21 de julio      |
| 1986 | Allison Brown             | Oklahoma            | 17   | Daytona Beach, Florida     | 21 de enero      |
| 1985 | Kelly Hu                  | Hawái               | 16   | Miami, Florida             | 22 de enero      |
| 1984 | Cherise Haugen            | Illinois            | 17   | Memphis, Tennessee         | 3 de abril       |
| 1983 | Ruth Zakarian             | Nueva York          | 16   | Lakeland, Florida          | 30 de agosto     |

## Galería de ganadoras

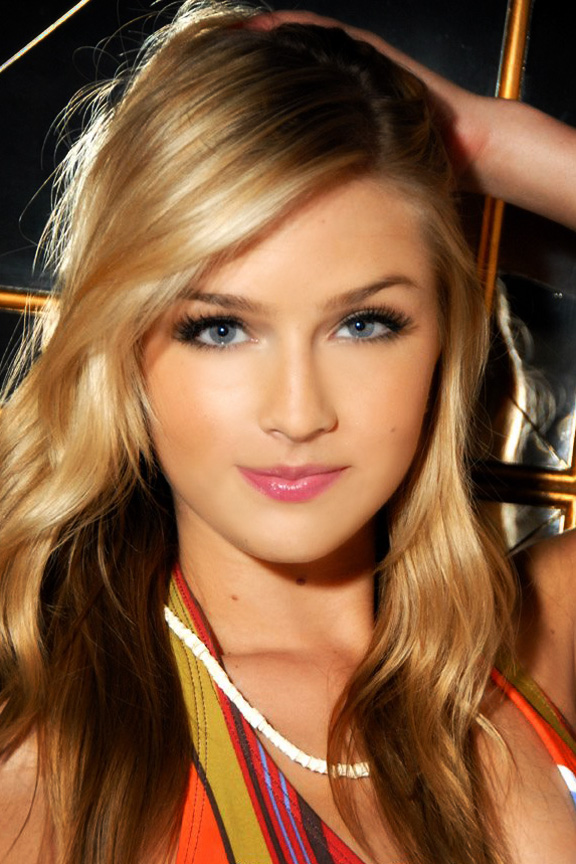
Miss Teen USA 2013 Cassidy Wolf, California
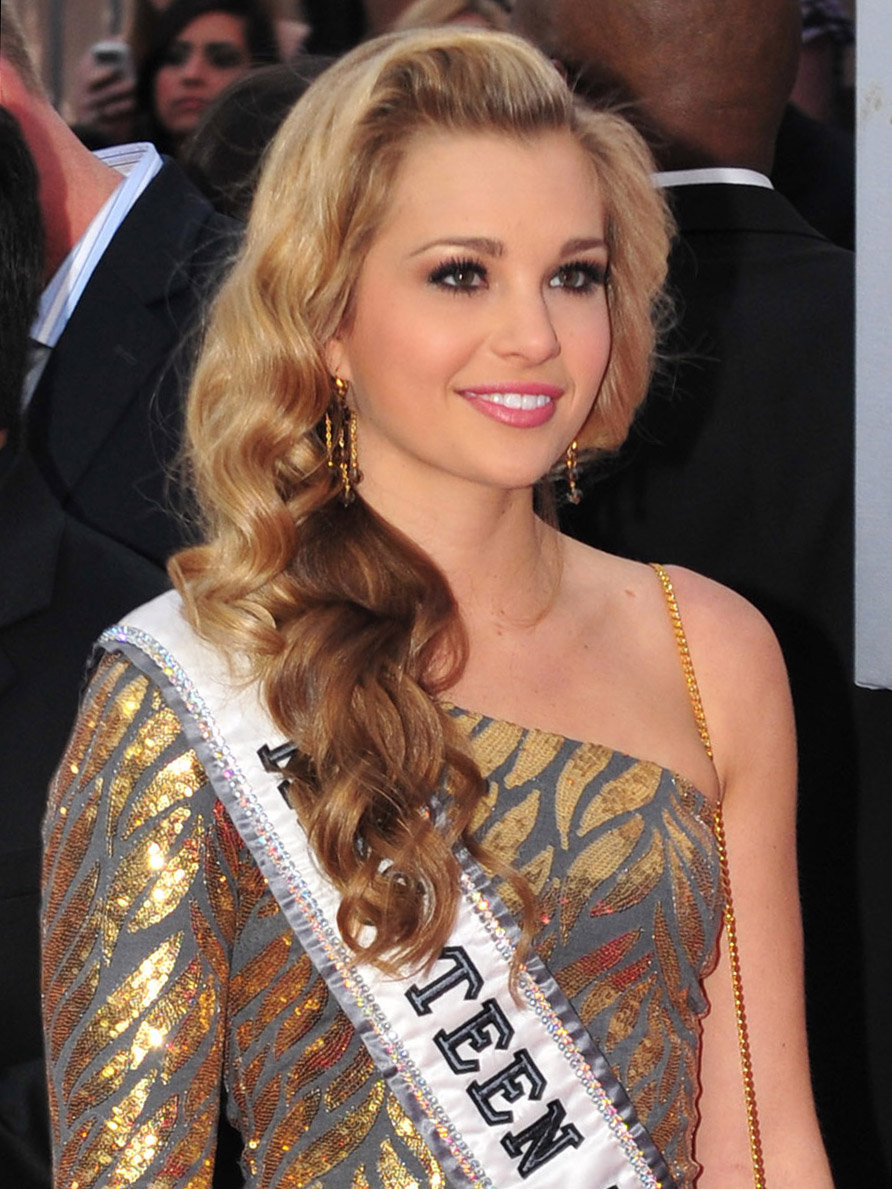
Miss Teen USA 2011 Danielle Doty, Texas
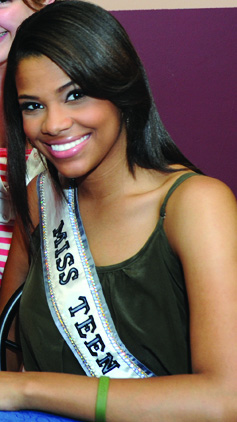
Miss Teen USA 2010 Kamie Crawford, Maryland
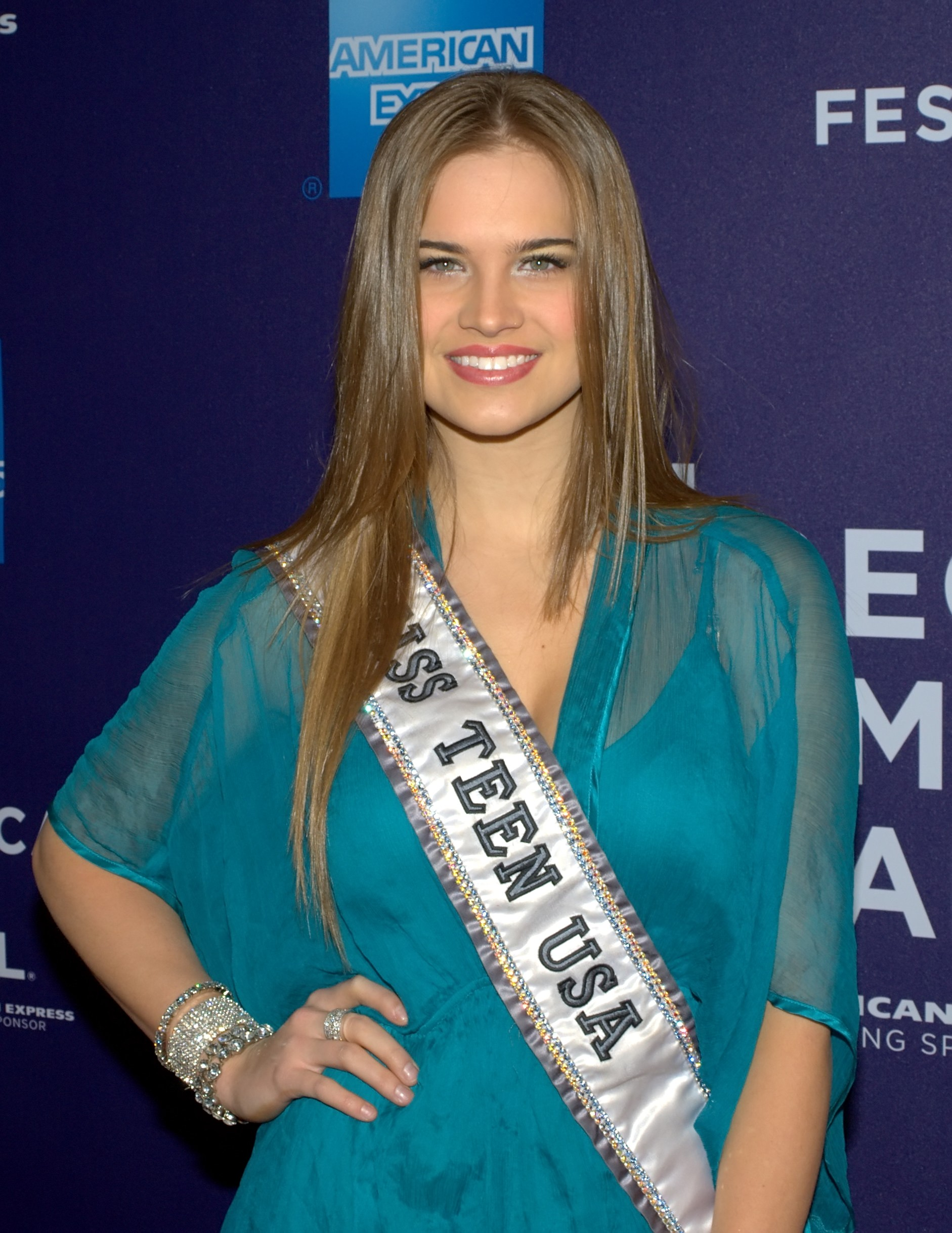
Miss Teen USA 2009 Stormi Henley, Tennessee
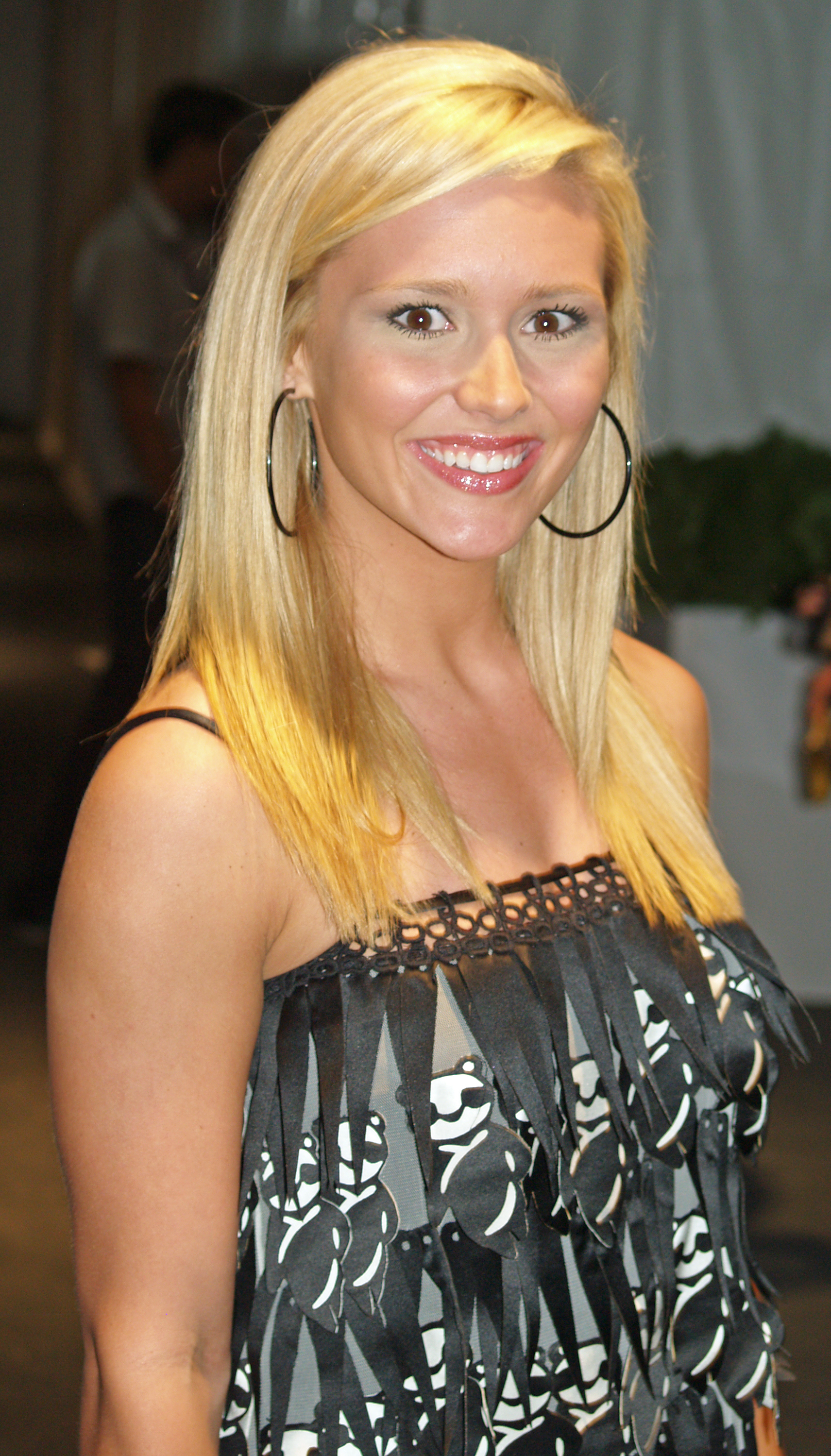
Miss Teen USA 2008 Stevi Perry, Arkansas
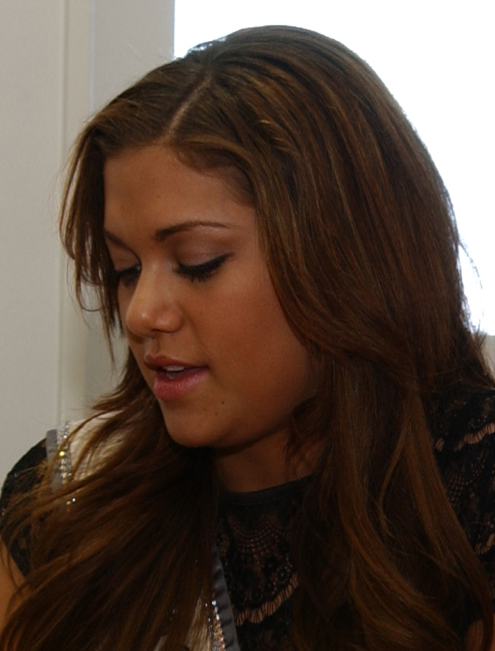
Miss Teen USA 2007 Hilary Cruz, Colorado
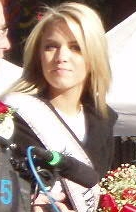
Miss Teen USA 2006 Katie Blair, Montana
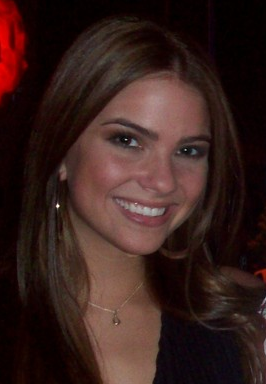
Miss Teen USA 2004 Shelley Hennig, Louisiana
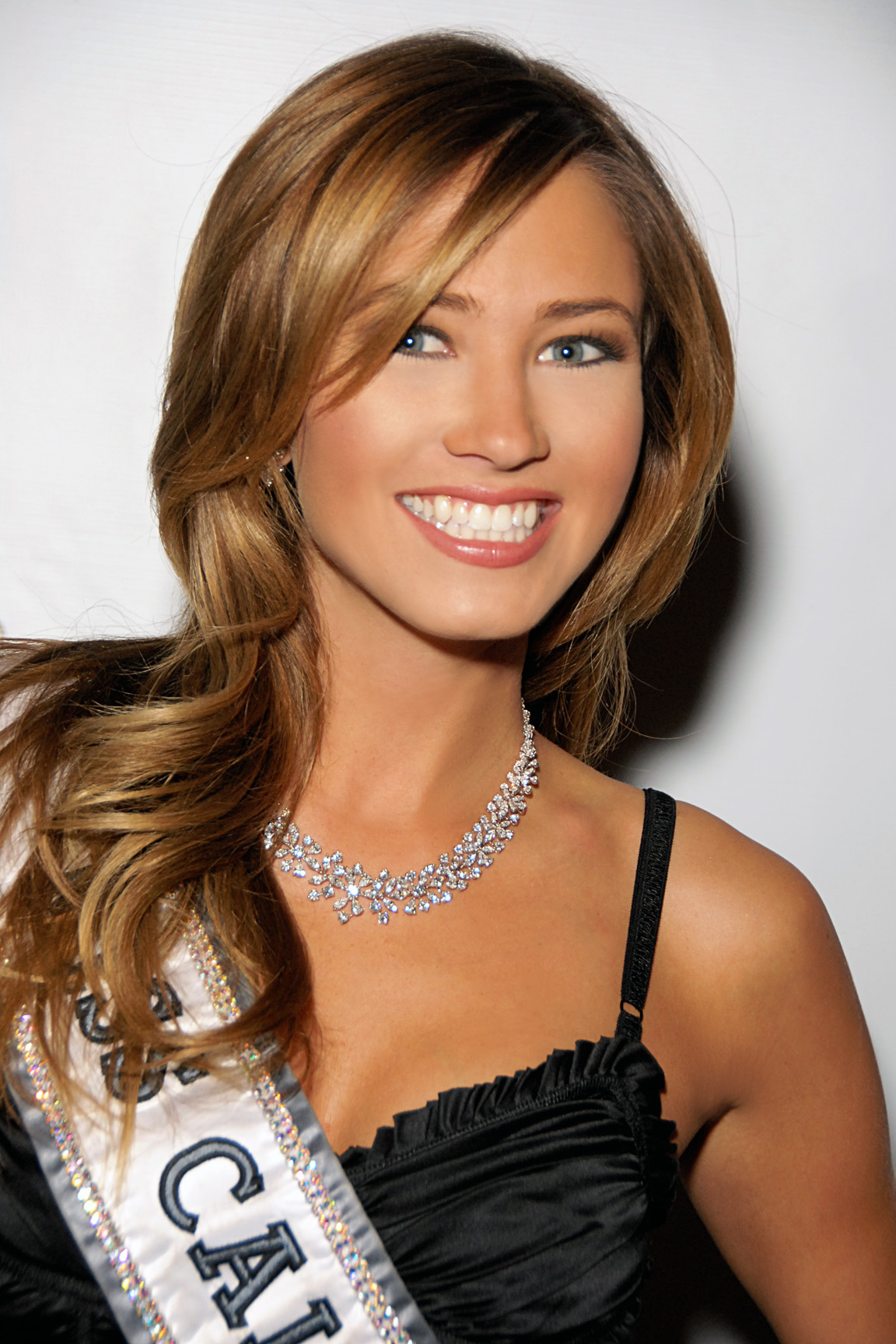
Miss Teen USA 2003 Tami Farrell, Oregon (In 2010 as Miss California USA.)
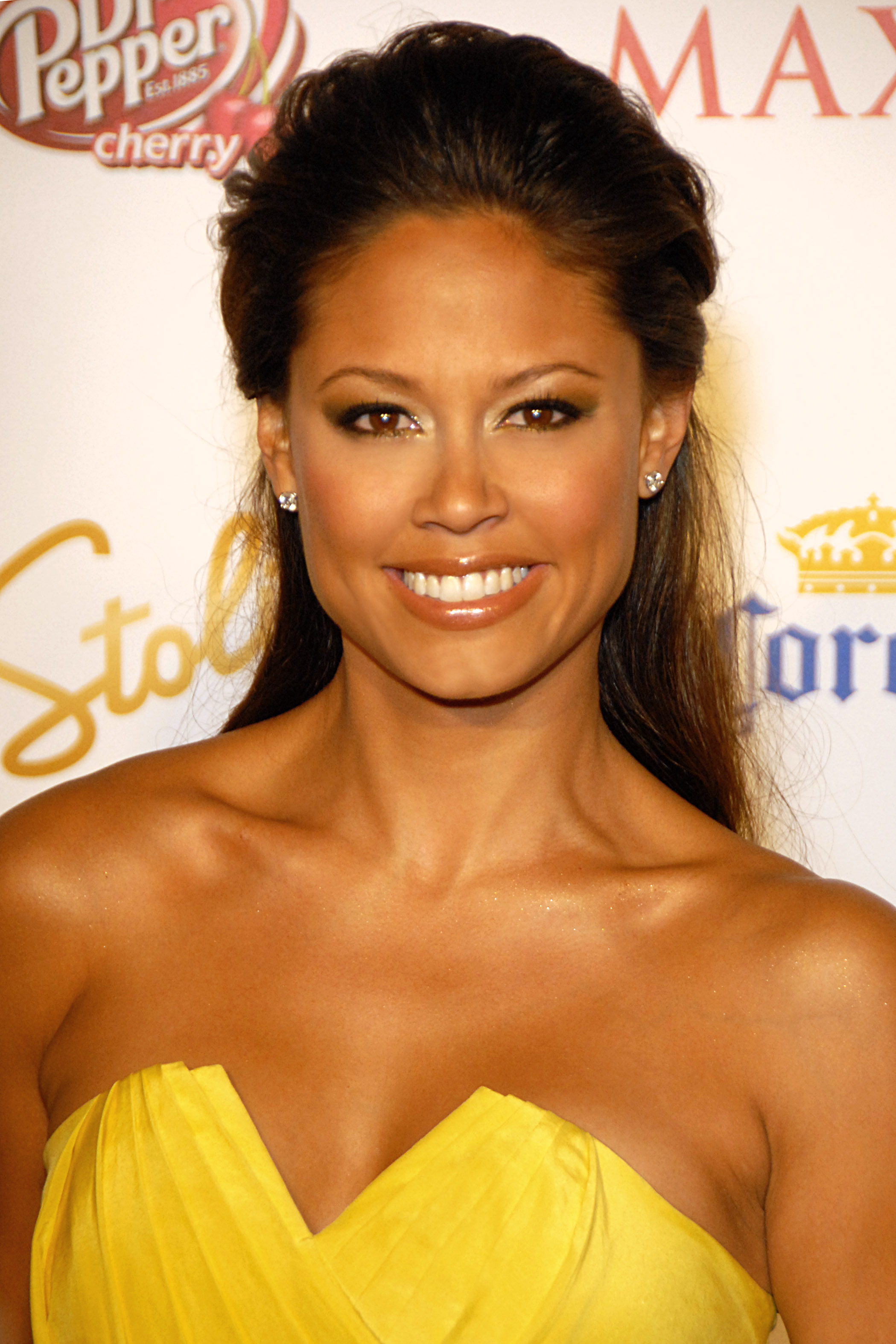
Miss Teen USA 1998 Vanessa Minnillo, South Carolina
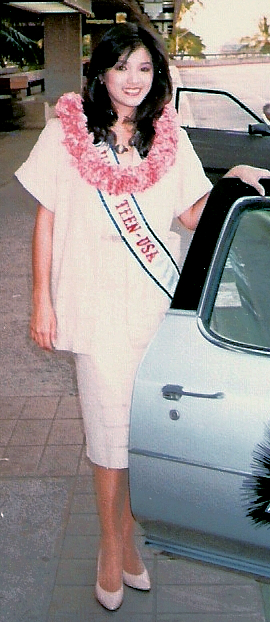
Miss Teen USA 1985 Kelly Hu, Hawaii

## Por Número de Coronas
| Estado           | Títulos | Año              |
| ---------------- | ------- | ---------------- |
| Texas            | 3       | 1996, 2011, 2016 |
| Oregón           | 3       | 1988, 1990, 2003 |
| Hawái            | 2       | 1985, 2020       |
| Connecticut      | 2       | 2012, 2019       |
| Kansas           | 2       | 1995, 2018       |
| Misuri           | 2       | 2001, 2017       |
| Luisiana         | 2       | 2004, 2015       |
| Carolina del Sur | 2       | 1998, 2014       |
| California       | 2       | 1994, 2013       |
| Tennessee        | 2       | 1997, 2009       |
| Nueva Jersey     | 1       | 2023             |
| Nebraska         | 1       | 2022             |
| Florida          | 1       | 2021             |
| Maryland         | 1       | 2010             |
| Arkansas         | 1       | 2008             |
| Colorado         | 1       | 2007             |
| Montana          | 1       | 2006             |
| Ohio             | 1       | 2005             |
| Wisconsin        | 1       | 2002             |
| Pensilvania      | 1       | 2000             |
| Delaware         | 1       | 1999             |
| Vermont          | 1       | 1993             |
| Iowa             | 1       | 1992             |
| Nuevo Hampshire  | 1       | 1991             |
| Idaho            | 1       | 1989             |
| Misisipi         | 1       | 1987             |
| Oklahoma         | 1       | 1986             |
| Illinois         | 1       | 1984             |
| Nueva York       | 1       | 1983             |

### Lista de Estados que aún no ganan el Miss Teen USA
- Alabama
- Alaska
- Arizona
- Distrito de Columbia
- Georgia
- Indiana
- Kentucky
- Maine
- Massachusetts
- Michigan
- Minnesota
- Nevada
- New Mexico
- North Carolina
- North Dakota
- Rhode Island
- South Dakota
- Utah
- Virginia
- Washington
- West Virginia
- Wyoming